# Ludność Grodziska Wielkopolskiego
Ludność Grodziska Wielkopolskiego

- 1673 - 1 085[1]
- 1676 - 1 272   (w tym 365 Żydów)[2]
- 1789 - 2 500[1]
- 1793 - 2 483[3]   (w tym 1146 Żydów)[2]
- 1800 - 2 581   (w tym 1135 Żydów)[2]
- 1808 - 4 023   (w tym 1344 Żydów)[2]
- 1811 - 2 353[1]
- 1837 - 3 397[1]
- 1840 - 3 584   (w tym 1620 Żydów)[2]
- 1867 - 3 775[4]
- 1871 - 3 715[5]
- 1875 - 3 587[5]
- 1880 - 3 701[6]
- 1885 - 3 906[7]
- 1890 - 3 812   (w tym 462 Żydów)[6]
- 1891 - 3 714[1]
- 1895 - 4 021   (w tym 366 Żydów)[2]
- 1900 - 3 783[1]
- 1905 - 3 340   (w tym 250 Żydów)[2]
- 1910 - 5 828[1]
- 1921 - 5 634[1]
- 1931 - 6 234[4]
- 1939 - 6 834[1]
- 1945 - 5 992[1]
- 1956 - 7 400[4]
- 1960 - 7 741[4]
- 1970 - 9 049[4]
- 1972 - 9 114[4]
- 1984 - 10 000[1]
- 1987 - 10 400[8]
- 1992 - 11 200[9]
- 1993 - 11 356[1]
- 1995 - 11 500[1]
- 2002 - 13 500[10]
- 2005 - 13 698[11]
- 2006 - 13 750[12]
- 2007 - 13 770[12]
- 2008 - 13 904[13]
- 2009 - 13 943[13]
- 2011 - 14 175[14]
- 2012 - 14 216[15]
- 2013 - 14 265[16]
- 2018 - 14 644[17]